# Альберт Сосновський
Альберт Сосновський, псевд. Дракон (пол. Albert Dariusz Sosnowski, англ. Dragon, * 7 березня 1979), польський боксер, колишній чемпіон світу версії WBF(2006-2007), чемпіон Європи версії EBU (2009-2010).

## Боксерська кар'єра
Альберт Сосновський свій перший бій у професійній кар'єрі провів 22 липня 1998 року з чеським боксером Яном Дробеном (Jan Drobena). Переміг у першому раунді  технічним нокаутом. Пізніше у 18 боях поспіль нікому не програв.
17 березня 2001 мав шанс здобути звання молодіжного чемпіона світу версії WBC в бою з канадцем Артуром Куком (Arthur Cook). У 9 раунді канадець переміг.
4 листопада 2006 здобув звання чемпіона світу версії WBF, після перемоги, рішенням суддів, над представником Південно-Африканської Республіки Лоренса Тауса (Lawrence Tauasa).
8 червня 2007 поборов Стіва Гереліуса (Steve Herelius).
14 вересня 2007 Сосновський захистив звання чемпіона перед аргентинцем Мануелем Альберто Пучетою (Manuel Alberto Pucheta).
6 серпня 2008 програв американцеві Зурі Лоренцу (Zuri Lawrenc).
8 листопада 2008 переміг вище нотованого Даного Віліямса (Danny Williams).
4 квітня 2009 боровся з Франческо П'янетою (Francesco Pianeta). Була нічия.
18 грудня 2009 виграв у італійця Паоло Відоци (Paolo Vidoza) та здобув пояс чемпіона версії EBU (Європейського боксерського союзу).
29 травня 2010 програв Віталію Кличку в бою за пояс чемпіона версії WBC.

## Цікаві факти
У роках 2007-2008 був одним з телеведучих програми Кухня боксу на каналі TVN Turbo.
2008 року брав участь у реаліті-шоу Big Brother VIP в польському телебаченні.
2010 року просував обладнання для фітнесу на телеканалі Mango 24.